# Urosaurus graciosus
Espèce
Statut de conservation UICN

 LC  : Préoccupation mineure
Urosaurus graciosus est une espèce de sauriens de la famille des Phrynosomatidae.

## Répartition
Cette espèce se rencontre :
- aux États-Unis dans le sud-ouest de l'Arizona, dans le sud du Nevada et dans le sud-est de la Californie ;
- au Mexique dans le nord-ouest du Sonora et en Basse-Californie.

## Liste des sous-espèces
Selon The Reptile Database (26 février 2013) :
- Urosaurus graciosus graciosus Hallowell, 1854
- Urosaurus graciosus shannoni Lowe, 1955

## Publications originales
- Hallowell, 1854 : Descriptions of new Reptiles from California. Proceedings of the Academy of Natural Sciences of Philadelphia, vol. 7, p. 91–97 (texte intégral).
- Lowe, 1955 : A New Subspecies of Urosaurus graciosus Hallowell with a Discussion of Relationships Within and of the Genus Urosaurus. Herpetologica, vol. 11, no 2, p. 96-101.